# Szokolya
Szokolya – szczyt górski w Górach Tokajsko-Slańskich w północno-wschodnich Węgrzech. 607 m n.p.m.